# Вітрила (альманах)
«Вітрила» — щорічний молодіжний літературний альманах, що виходив у київському видавництві «Молодь» у 1965–2000 роках. Альманах «Вітрила» допоміг прокласти творчий шлях багатьом молодим поетам, прозаїкам, гумористам, перекладачам, критикам та художникам України, презентуючи процес їх творчого становлення в літературі та мистецтві. Протягом кількох десятиліть альманах збагачував картину української поезії, вносячи у неї свіжий струмінь. Тут друкувалися М. Рачук, А. Камінчук, В. Забаштанський, А. Коломієць, В. Моруга, В. Могильний, С. Йовенко, А. Гризун, Д. Кулиняк, М. Кабалюк, Г. Тименко, О. Шарварок, В. Ілля, М. Холодний, В. Рубан, Н. Кир’ян, М. Воробйов та ін. Матеріали розташовувалися за розділами: «Молоді поети України», «Антологія одного вірша», «Молоді прозаїки України», «Творча майстерня» тощо. Багато років до редакційної колегії входили: І. Драч, А. Мороз, В. Забаштанський, В. Кава, В. Терен; працювали також: Ю. Мушкетик, В. Чернець, А. Кацнельсон та ін.
Від 2000 року планувався вихід альманаху «Вітрила» для висвітлення результату роботи всеукраїнського дитячого літературного об’єднання, організованого Палацом мистецтв «Український дім» Експоцентру України, НСПУ, Дит. фондом України (засновник об’єднання — А. Давидов, керівник — А. Кава, А. Костецький, Б. Списаренко). Були опубліковані перший та другий випуски. (відповідно у 2000 і 2002 роках). Видання та Об’єднання припинили діяльність.
Альманах був місцем літературних дебютів багатьох відомих літераторів, наприклад, Оксани Забужко , Олександр Вертіль.
У альманасі «Вітрила-69» опублікований творчий доробок 74 молодих поетів, перекладачів та прозаїків України, серед яких:
- Леонід Закордонець [3]
- Юрій Завгородній